# Шексна
Шексна́ — река в Вологодской области России, левый приток Волги. Длина 139 км, площадь водосборного бассейна — 19 тыс. км². Годовой сток составляет 5,42 км³. Берёт начало из Белого озера, впадает в Рыбинское водохранилище. Местность по берегам реки носит название Пошехонье.

## Описание

Бассейн Рыбинского водохранилища и Белого озера

До середины XX века река имела длину около 395 км, но в наши дни её длина очень сильно сократилась, поскольку верхнее течение реки затоплено Шекснинским водохранилищем, а нижнее (от посёлка Шексна до Рыбинской ГЭС) Рыбинским водохранилищем. Сохранился небольшой участок старого русла Шексны в Рыбинске у её исторического устья — между Рыбинской ГЭС и Волгой, где она и впадала в неё до появления водохранилищ.
Питание преимущественно снеговое. Среднегодовой расход воды — в 28 км от устья 172 м³/с. Замерзает в конце октября — декабре, вскрывается в апреле — начале мая.
Входит в состав Волго-Балтийского водного пути и Северо-Двинской водной системы. На реке два гидроузла — Шекснинская ГЭС и Рыбинская ГЭС.
Ранее Шексна была богата рыбой. Ещё в XIX веке в реке вылавливали стерлядь («шекснинска стерлядь золотая» упоминается в стихах Гавриила Державина) и везли её в огромных бадьях на санях в Санкт-Петербург к царскому двору. В XX веке, особенно после строительства плотин, водохранилищ и Череповецкого металлургического комбината, рыбные запасы реки значительно сократились.

## Притоки
(указано расстояние от устья)
- 4 км: река Чуровка (лв)
- 5,7 км: река Божай (Божайка) (пр)
- 12 км: река Чурова (лв)
- 18 км: река Улома (лв)
- река Ирдомка (пр)
- река Лагмач (пр)
- река Камешница (пр)
- река Пустынька (пр)
- 47 км: река Ковжа (пр)
- 54 км: река Гнилуха (лв)
- 57,5 км: река Сизьма (лв)
- 58,4 км: река Кишма (Большая Кишма) (лв)
- 59 км: река Славянка (лв)
- река Шоша (лв)
- 67 км: река Низдобка (пр)
- 72 км: река Рябинка (пр)
- 75 км: река Узбойка (пр)
- 77 км: канал Северо-Двинский (лв)
- 84 км: река Гремиха (Питинка) (пр)
- 88 км: ручей Киченово (Савкин) (пр)
- 100 км: река Каргач (пр)
- 113 км: река Понжа (пр)
- 127 км: река Бородава (лв)
- 128 км: канал Белозерский (пр)
- 131 км: река Пидьма (лв)

## Этимология
М. Фасмер пишет, что происхождение гидронима Шексна неясно, однако предполагается финно-угорское происхождение, сравнивая с фин. hähnä «дятел», эрз. šekšej «пёстрый дятел», мокш. seksan «пёстрый дятел», мар. siste «дятел» и др.; в этом же регионе имеются и другие реки с «птичьими» названиями: Колпь, Ворон, Петух — кальки с дорусских названий.
Как пишут Д. А. Мачинский и В. С. Кулешов, ссылаясь на сообщение Ю. В. Откупщикова, название Шексны укладывается в балтийскую словообразовательную модель: Šek-sn-à, сравни лит. šèkas «пёстрый». Данная гипотеза (если она верна) говорит о значительной доле балтских племён в дославянском населении Пошехонья
Помимо Шексна, народным названием реки раньше было Шёхна или Шо́хна, а также Шокстна, Шохсна, Шехонь, Шехона (первичны формы в -кс- в основе, закономерно заменённым на -хс- и -х-) — отсюда Пошехонье.

Как писал Е.В. Барсов (1836-1917):
"Едва ли есть в России река, которая бы текла такими кривизнами и изгибами, как Шексна, или, как правильнее называют ее в народе, Шёхна; едва ли есть река, которая упором своего течения так подрывала правый берег, намывая левый, как эта река".
Ф. А. Арсеньев в путевых очерках «От Шексны до Кубенского озера» писал:
– Шохна-матушка, кормилица: все мы бьемся около нее, хлеб добываем, – заговорил лоцман после нескольких минут молчания. – Только супротив прежнего, потяжелей его добывать-то стало. Вот теперь примерно хоть бы рыбацкое дело: пароходов на Шохне поразвелось в эти годы много, цепные бегают – рыбу дюже пораспугали, меньше ее стало не в пример.

## Исторические сведения
В X—XIV веках у истока реки стоял древний русский город Белоозеро, первоначально находившийся на северном берегу Белого озера и известный с 862 года. Впоследствии в XIV веке город был перенесён на место современного расположения, в XVIII веке переименован в Белозерск, сейчас районный центр Вологодской области. Сейчас в 2,5 км от истока реки находится урочище «Старый город», где ведутся ежегодные исследования древнего Белоозера Белозерским отрядом Онежско-Сухонской экспедиции ИА РАН.
Напротив пристани Горицы находится селище Крутик IX—X веков.
У правого берега Шексны рядом с устьем Суды располагалось древнее поселение (X—XII века) Луковец, затопленное Рыбинским водохранилищем. Один из первых известных центров ткачества на Руси.
В устье Шексны, при впадении её в Волгу, в XI—XIII веках стояло крупное торгово-ремесленное поселение Усть-Шексна (ныне — территория города Рыбинска).
На берегу реки в селе Горицы (в 6 км от Кирилло-Белозерского монастыря) расположен Горицкий Воскресенский монастырь.
В этой реке утонул Дмитрий Иванович — наследник Ивана Грозного.
Ефросинья Старицкая 20 октября 1569 года вслед за убийством Иваном Грозным её сына Владимира Старицкого и большей части его семьи, по царскому приказу была утоплена в Шексне вместе с сопровождавшими её монахинями (в их числе была невестка царя Иулиания (в иночестве Александра), жена его родного брата Юрия) и слугами.
В начале XIX века, после строительства Мариинского канала, Шексна стала оживлённым водным путём, по которому осуществлялся подвоз зерна и других припасов в Санкт-Петербург, а также экспорт пшеницы в Европу (см. Мариинская водная система). Только начало железнодорожного строительства ослабило значение этого транспортного коридора.

## Судоходство
- В 1890—1896 годах во время переустройства Мариинской системы работы по улучшению Белозерского канала и р. Шексны были сданы с торгов инженеру Доманевскому за общую сумму 3 828 700 руб.[источник не указан 83 дня]
- В настоящее время судоходство по Шексне возможно на всём её течении в период отсутствия льда.

## Галерея

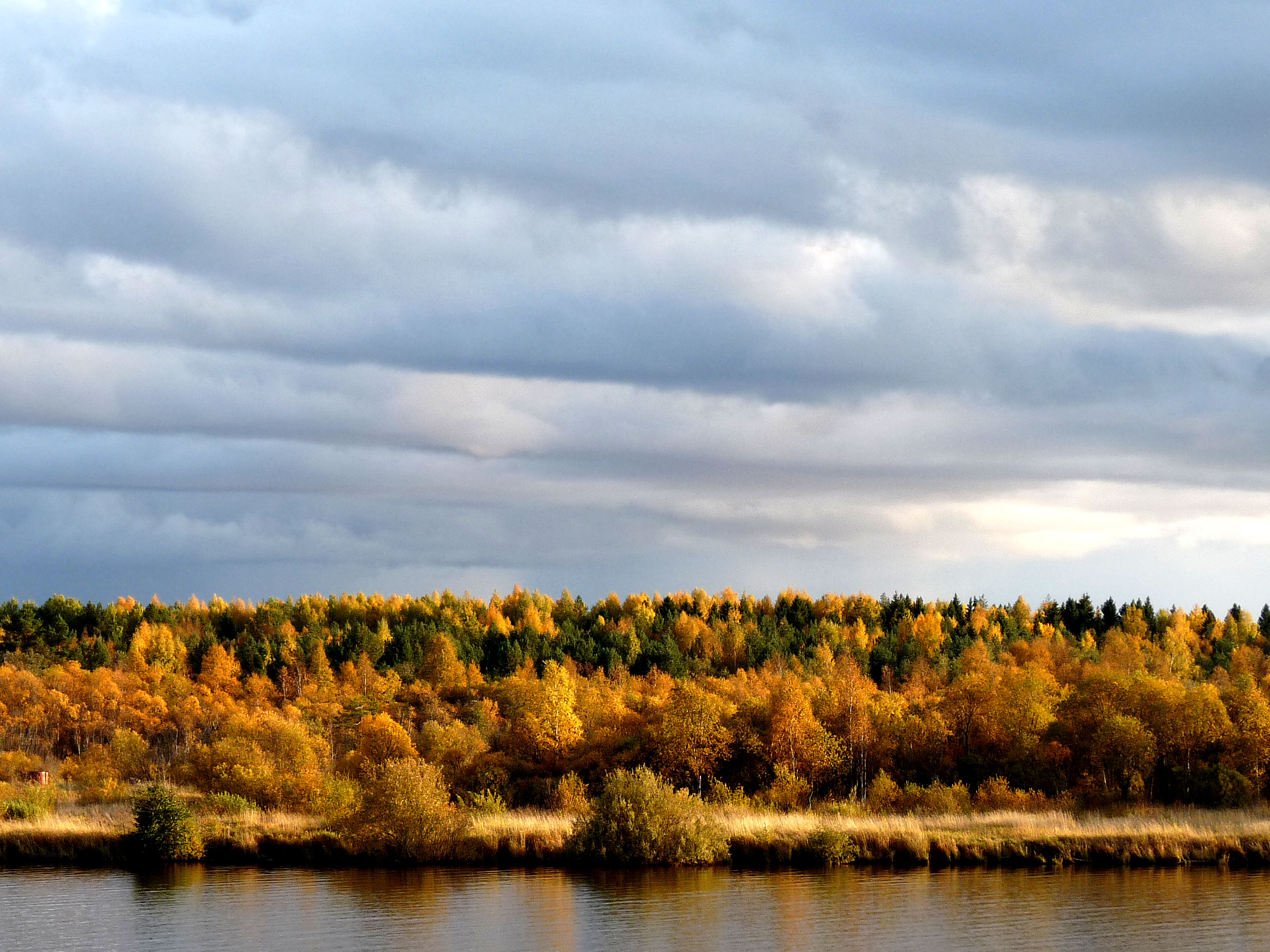
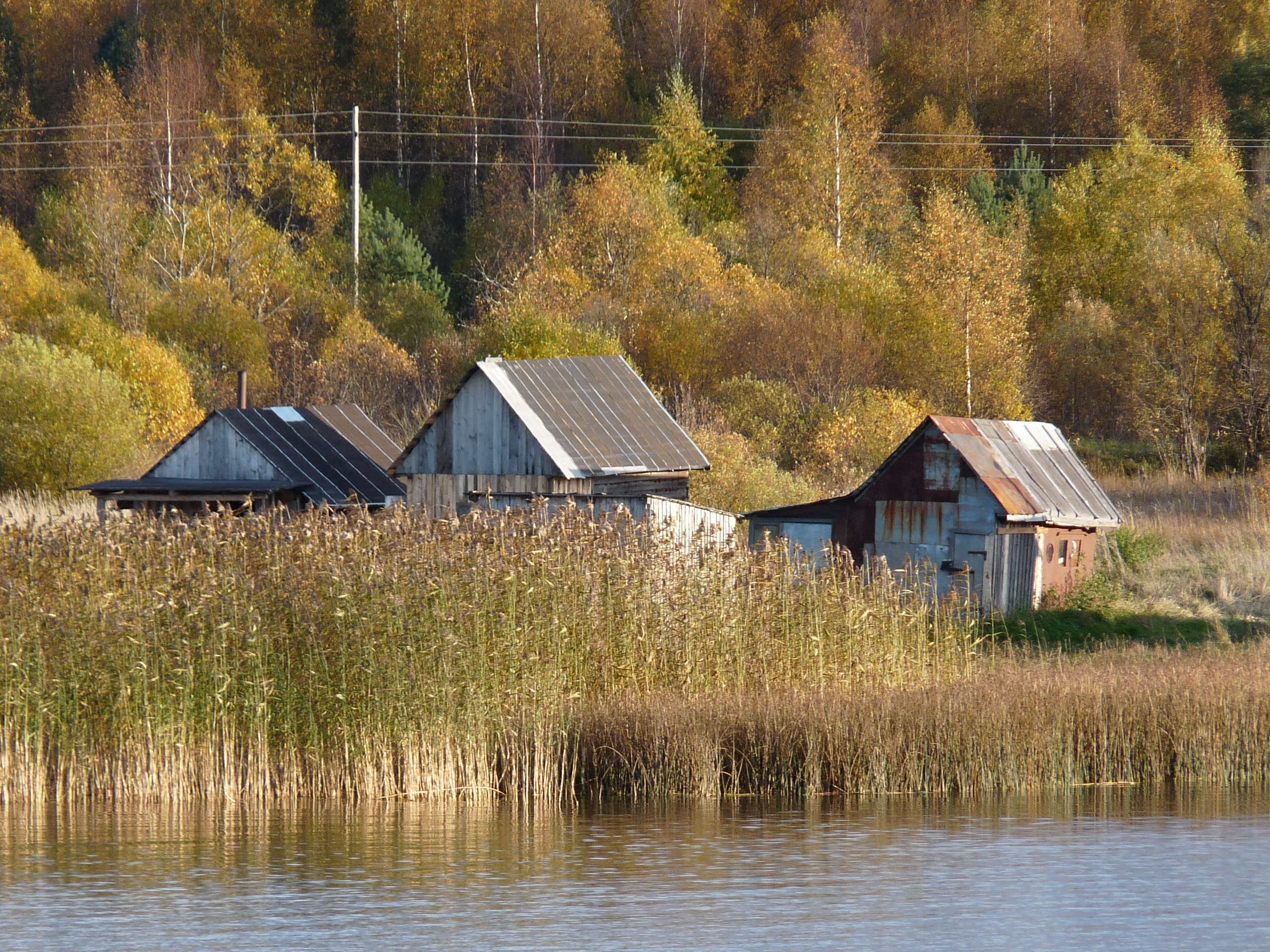
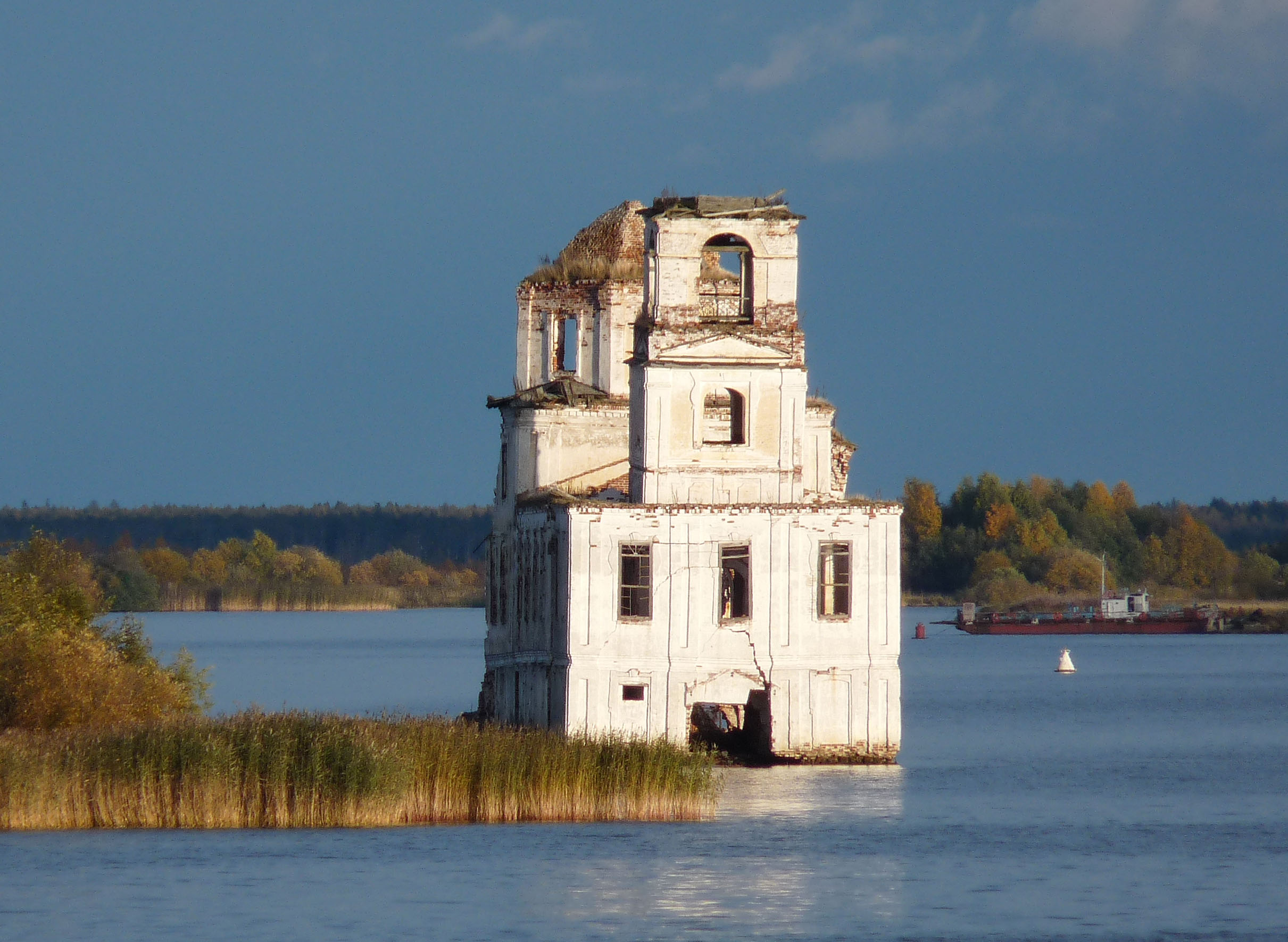
Церковь Рождества Христова в Крохино
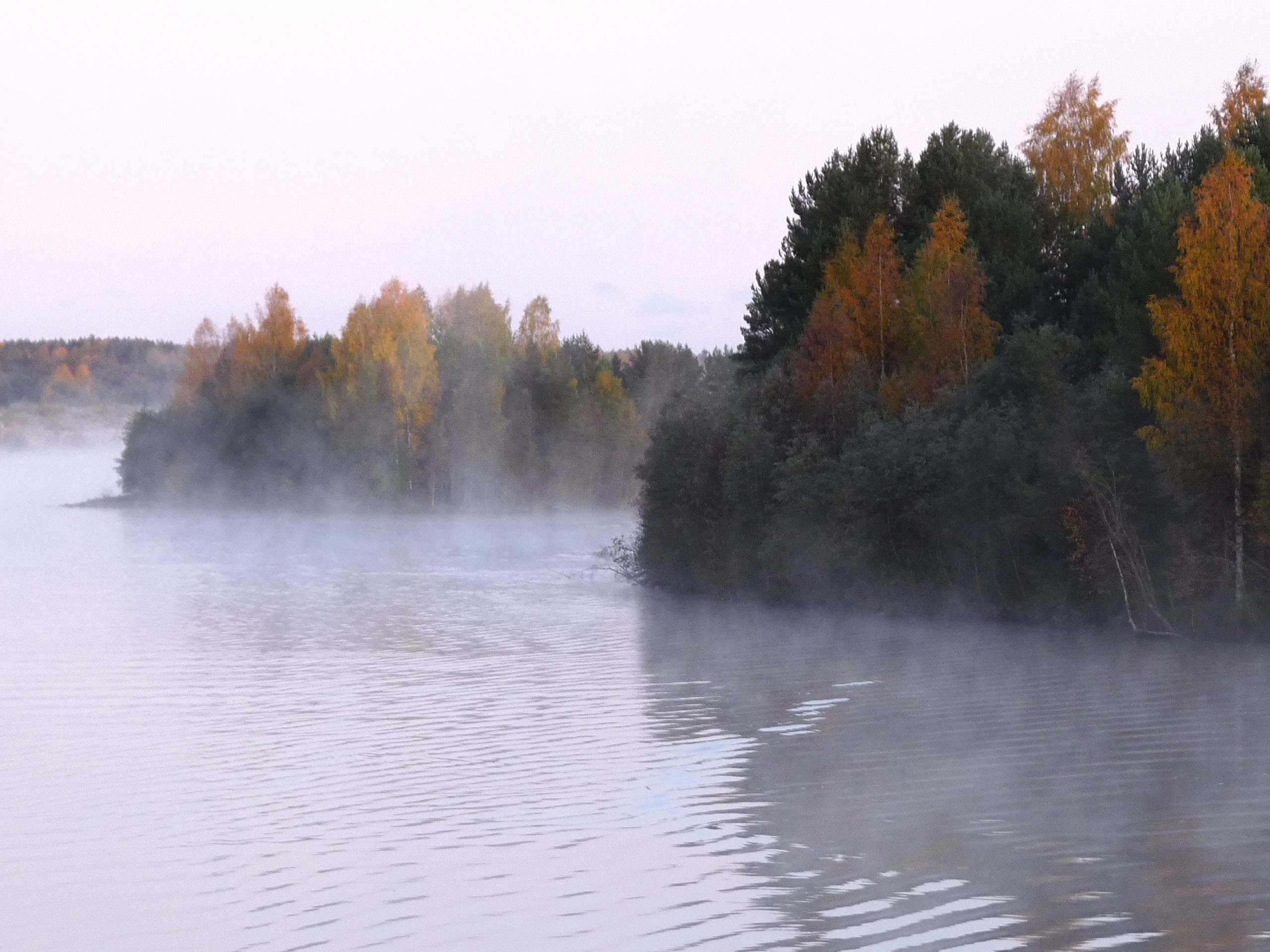
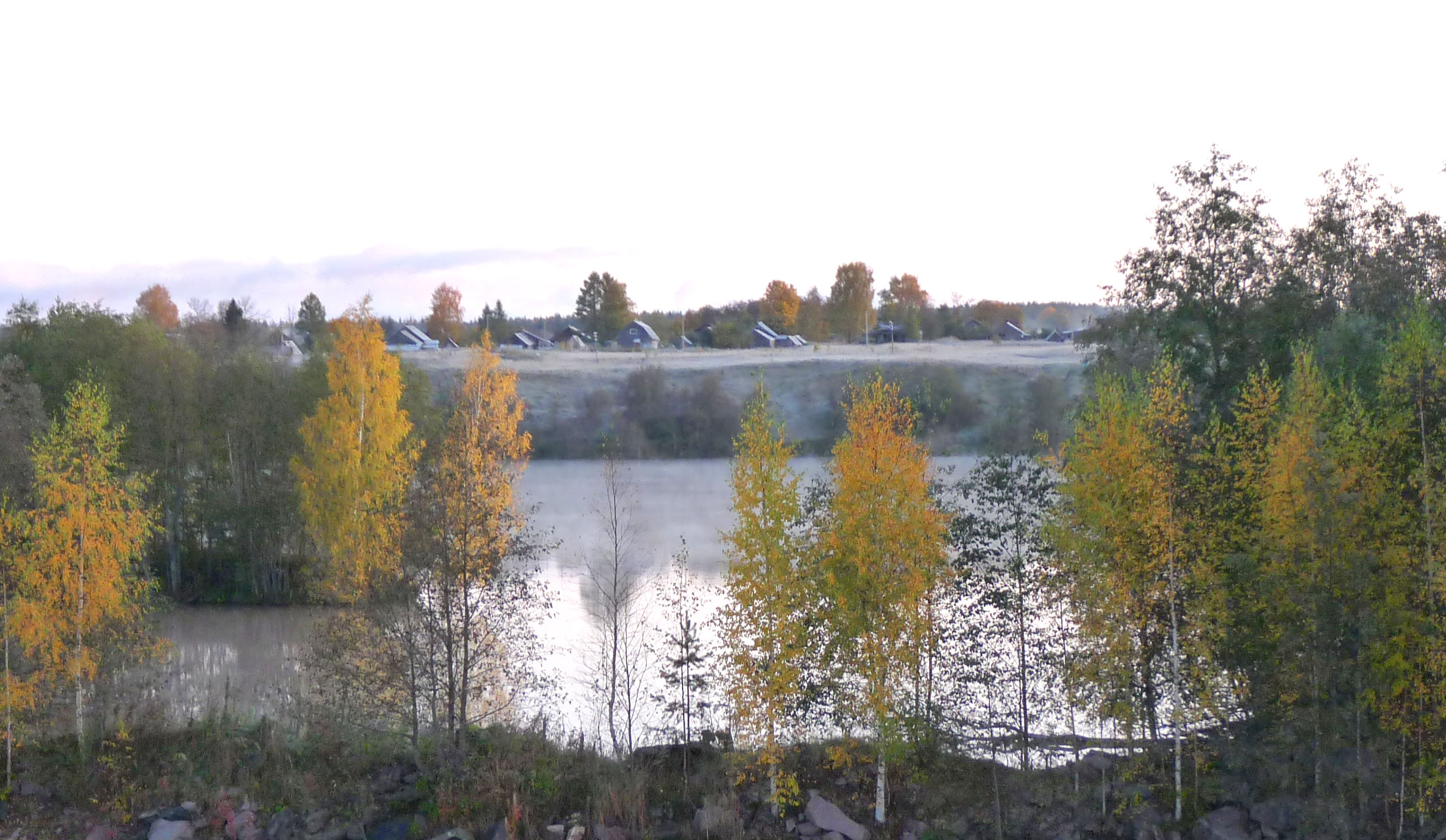
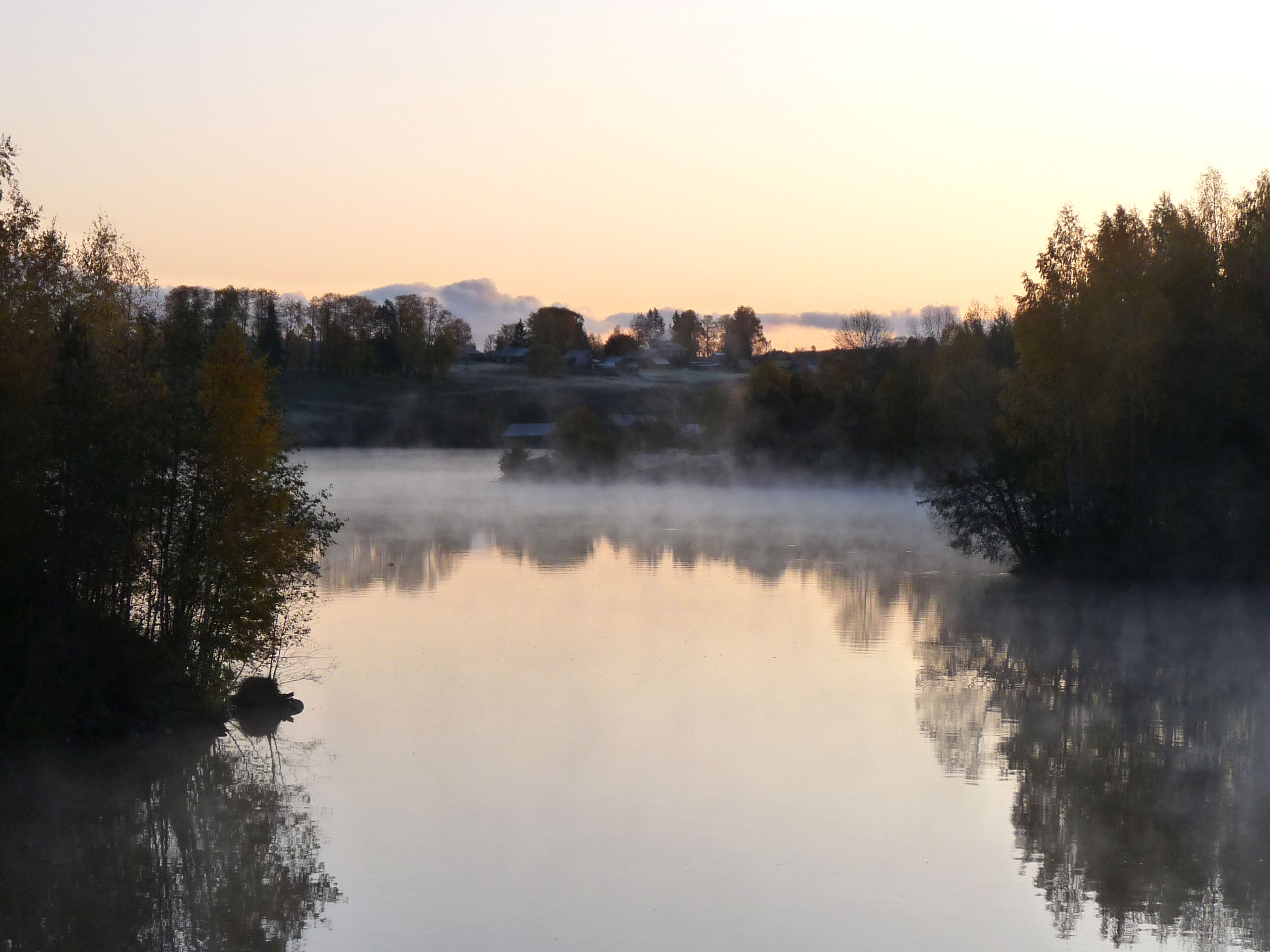

Фотографии С. М. Прокудина-Горского. 1909 г.
Село Ковжа. Береговые укрепления
Городецкий и Никитский погосты
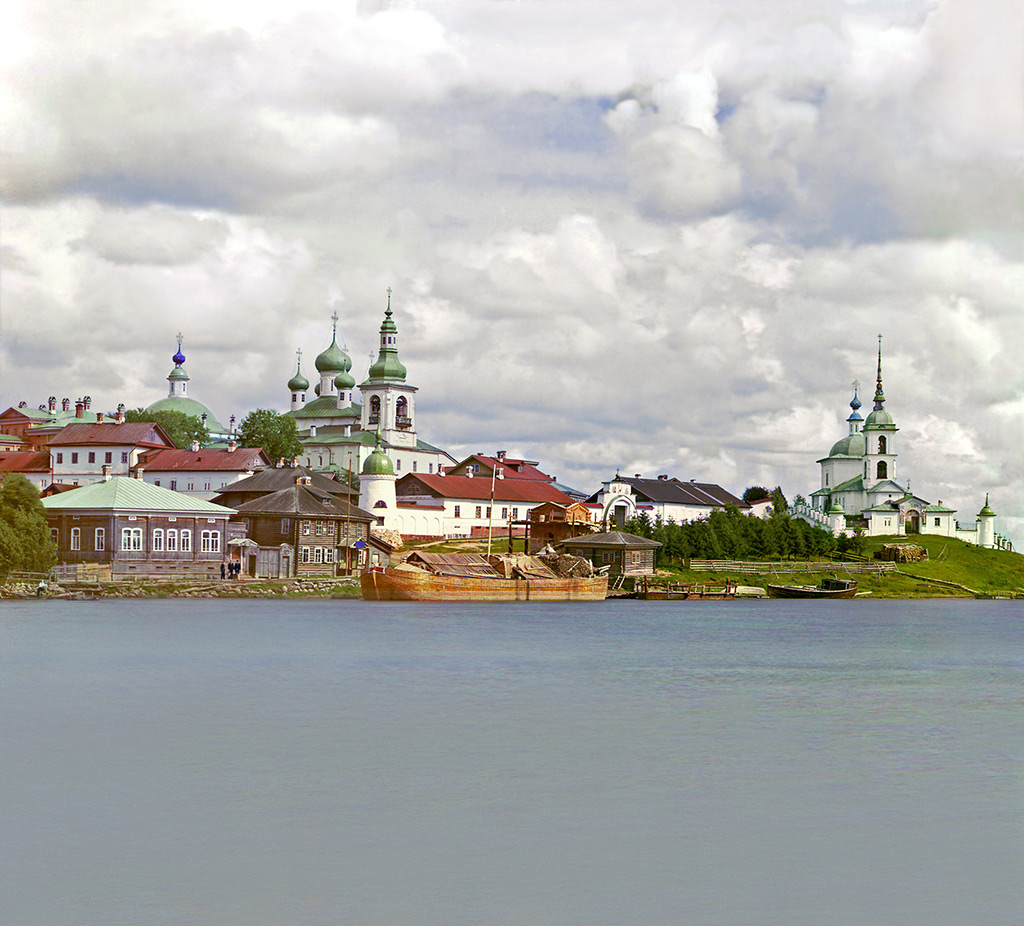
Шексна у Горицкого монастыря
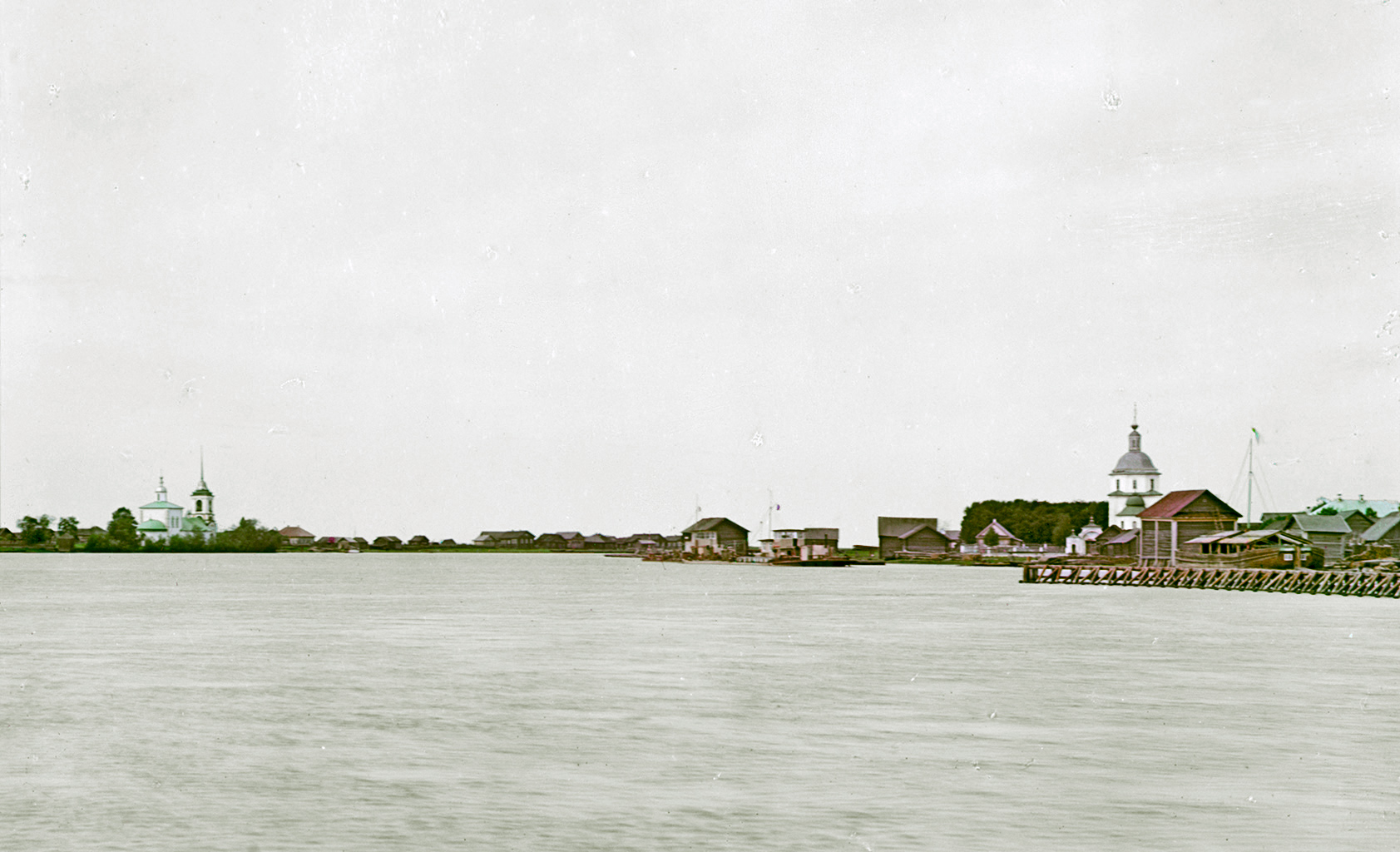
Вид с плотины Имп. Марии Феодоровны на Каргулино и Крохино